# Mattias Sunneborn
Gunnar Mattias Sunneborn (Fårösund, 27 settembre 1970) è un ex lunghista svedese.

## Biografia
Ai mondiali indoor di Barcellona 1995 vinse la medaglia d'argento nel salto in lungo, superato dal cubano Iván Pedroso, che realizzò il record dei campionati (8,51 m). Nell'occasione stabilì il nuovo primato svedese della disciplina con la misura di 8,20 m.
Agli europei indoor di Stoccolma 1996 ottenne l'oro nel salto in lungo, precedendo sul podio il rumeno Bogdan Țăruș e il greco Spyridon Vasdekis.
Rappresentò la Svezia ai Giochi olimpici estivi di Atlanta 1996, dove concluse 8º nel salto in lungo.
Tornò alle Olimpiadi a Sydney 2000 in cui venne eliminato in semifinale nel salto in lungo.

## Palmarès
- Mondiali indoor

Barcellona 1995: argento nel salto in lungo;
- Europei indoor

Stoccolma 1996: oro nel salto in lungo;